# Prefektura apostolska Azerbejdżanu
 Prefektura apostolska Azerbejdżanu (łac. Apostolica Praefectura Azerbaigianiensis) – jednostka podziału administracyjnego Kościoła katolickiego w Azerbejdżanie, obejmująca swoim zasięgiem cały kraj. Siedziba prefekta apostolskiego znajduje się przy parafii Niepokalanego Poczęcia Najświętszej Maryi Panny w Baku. Utworzona w 2000 jako misja sui iuris, w 2011 podniesiona do godności prefektury.

## Superiorzy
- Jozef Daniel Pravda (2000–2003)
- Ján Čapla (2003–2009)
- Vladimir Fekete (od 2009, od 2011 prefekt apostolski)

## Parafie
W skład prefektury wchodzą obecnie (stan na rok 2025) dwie parafie.

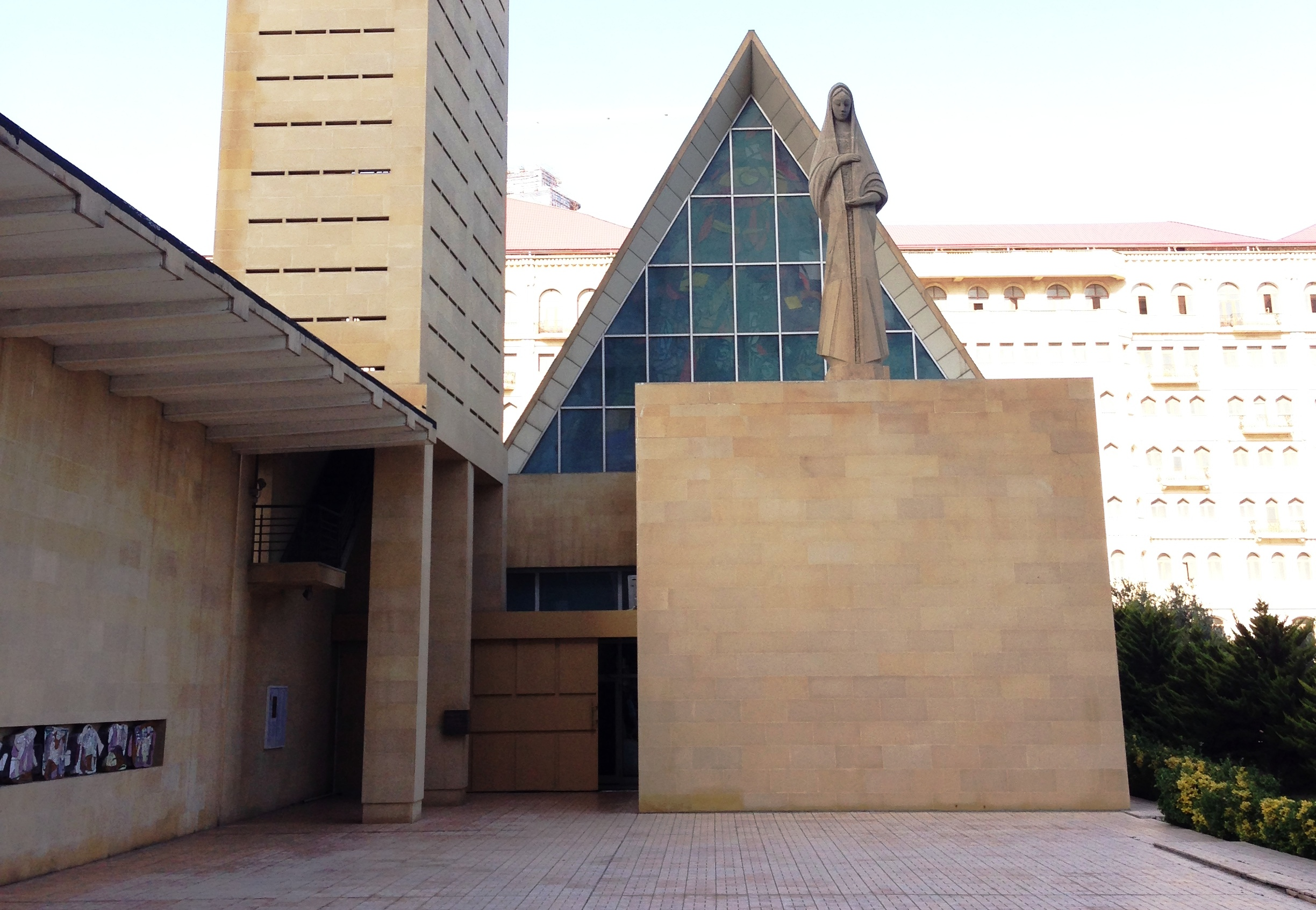
Kościół Niepokalanego Poczęcia Najświętszej Maryi Panny w Baku